# Ancona–Lecce-vasútvonal
Az Ancona–Lecce-vasútvonal (olaszul: Ferrovia Adriatica) egy fontos vasúti fővonal Olaszországban Ancona és Lecce között a Adriai-tenger partján. A vasútvonal 1435 mm nyomtávolságú, nagyrészt kétvágányú, 594 km hosszúságú, 3000 V egyenárammal villamosított.
Rekordidő alatt készült el, mivel nem kellett drága és bonyolult műtárgyakat, hidakat, viaduktokat vagy alagutakat építeni a gyakran közvetlenül a tengerparton futó vasútvonalon. az építkezést egyedül a rossz időjárás hátráltatta. Figyelemre méltó az olaszországi vasútvonalak között, hogy szinte egyáltalán nincsenek alagutak a vonalon, kivéve a Pescara-Vasto szakaszt, ahol hét, köztük három 5000 méternél is hosszabb alagút található.

## Építése
A vasútvonalat több szakaszban adták át 1863 és 1866 között:
- 1863 május 13: Ancona–Pescara;[11]
- 1863 szeptember 15:  Pescara[11]–Ortona;
- 1864 április 25: Ortona–Foggia;
- 1864 augusztus 11: Foggia–Trani;
- 1865 február 26: Trani–Bari;
- 1865 április 29: Bari–Brindisi;
- 1866 január 15: Brindisi–Lecce.

2004-től a vonalon nagyfokú modernizálás kezdődött. A legtöbb helyen a vasutat kétvágányúvá építették át. Mivel a vasútvonal sokszor közvetlenül a tengerpart mellett fut, ezért az erózió miatt fokozottan veszélyben van, néhány helyen ezért a nyomvonalát is megváltoztatták.

## Galéria

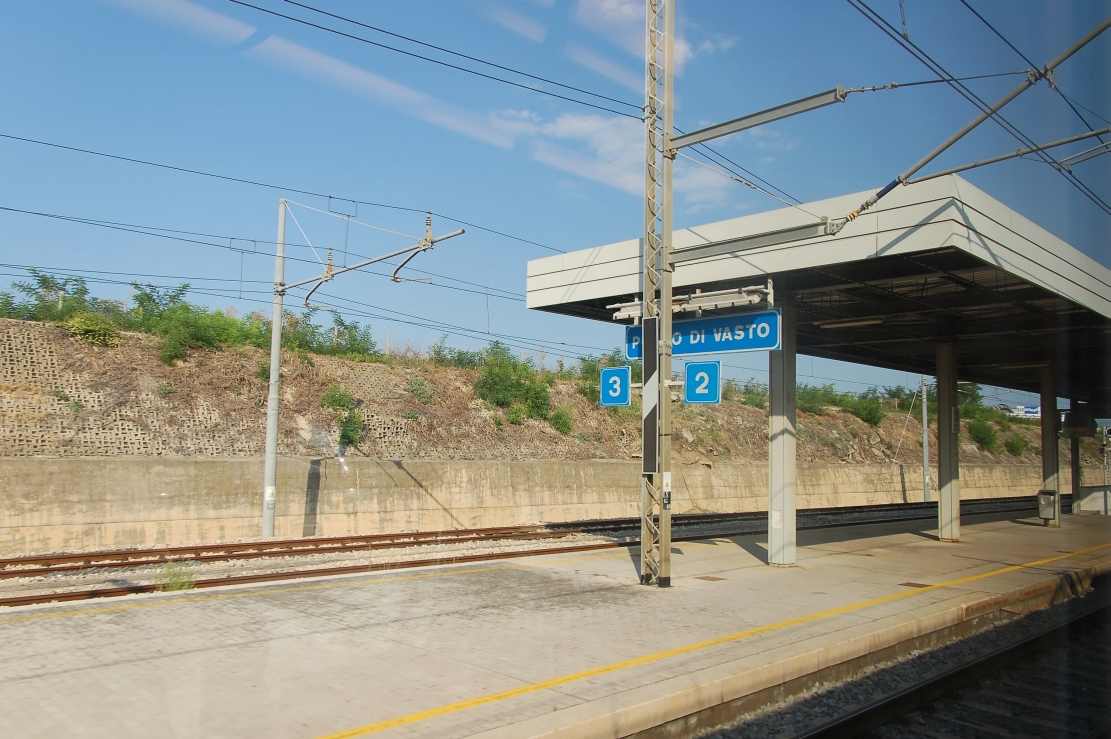
Porto di Vasto
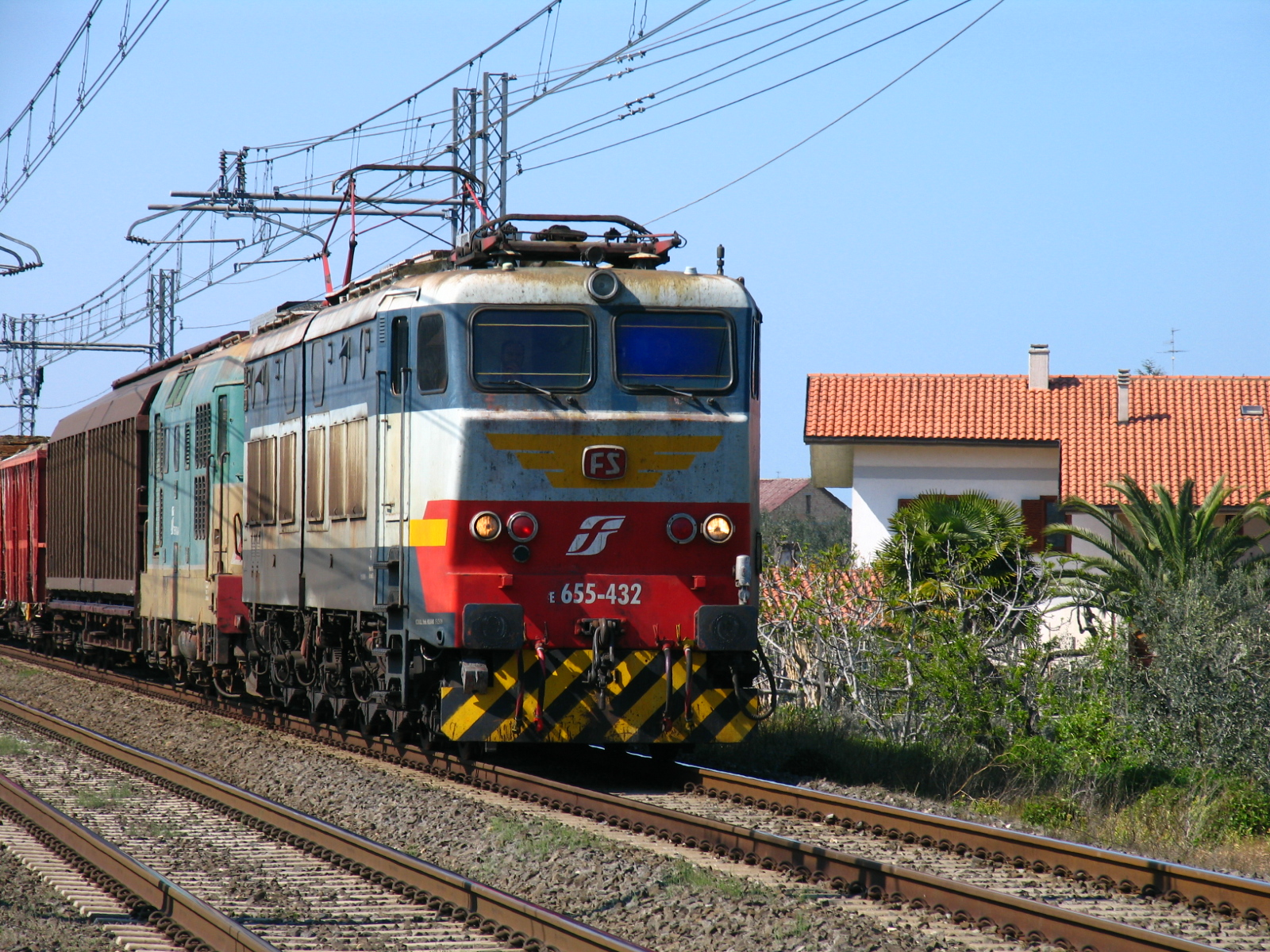
Tehervonat a vonalon
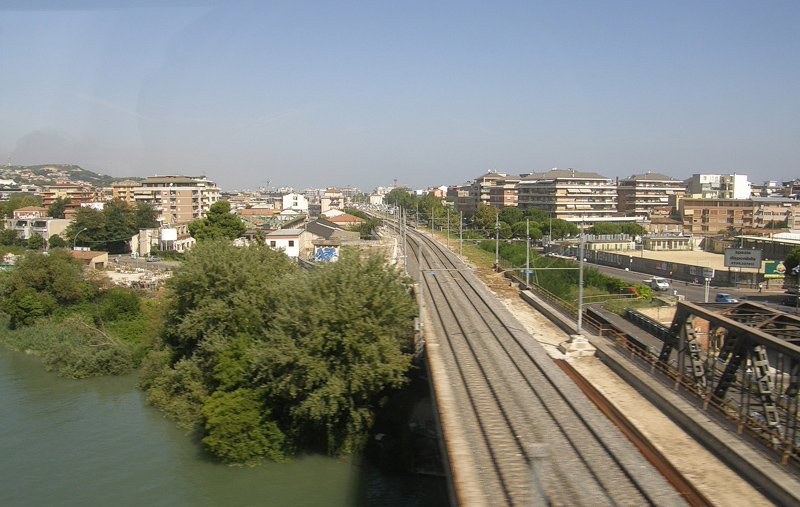
A vasútvonal Pescara közelében
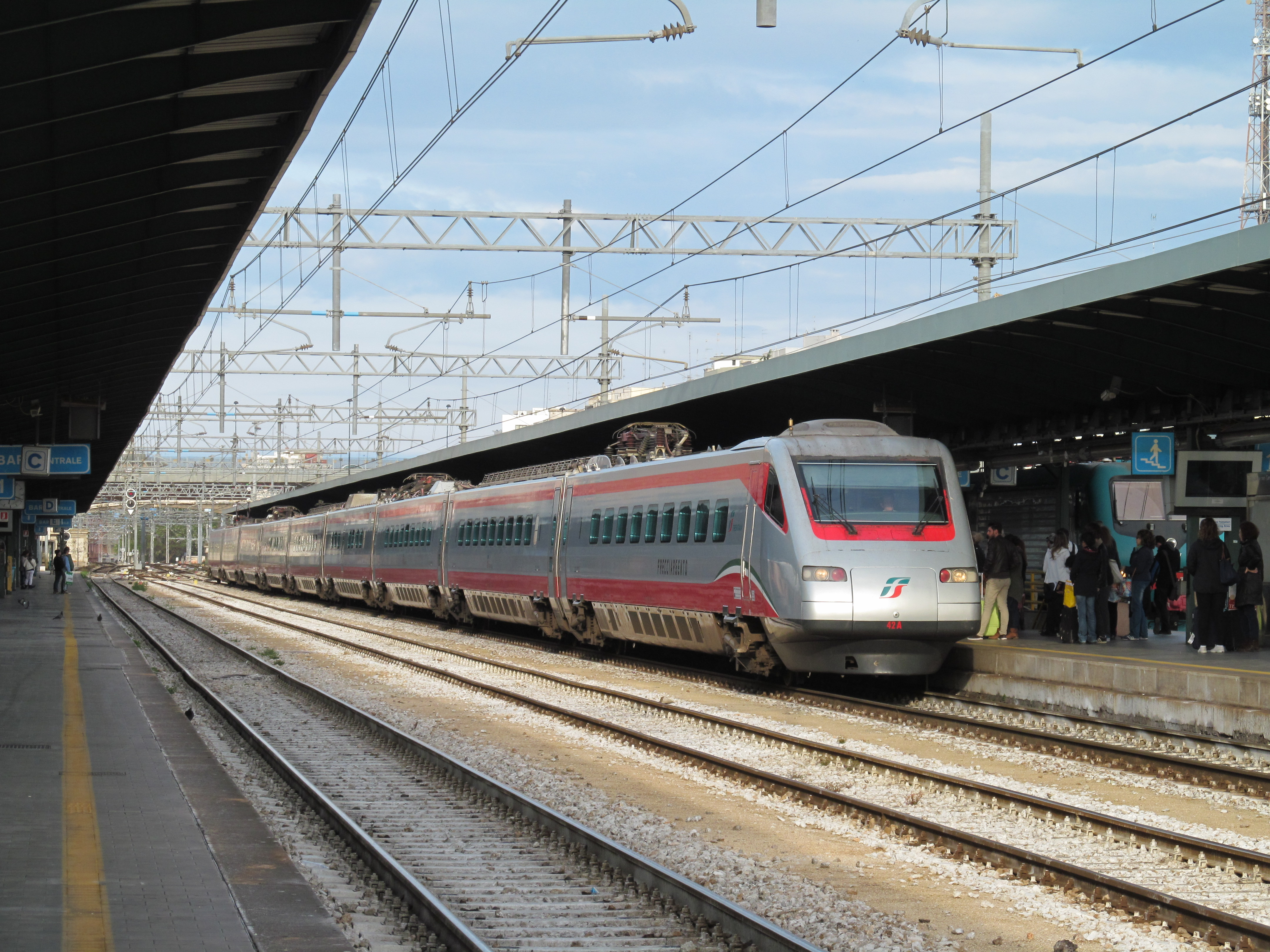
ETR 485 sorozatú motorvonat a vonalon
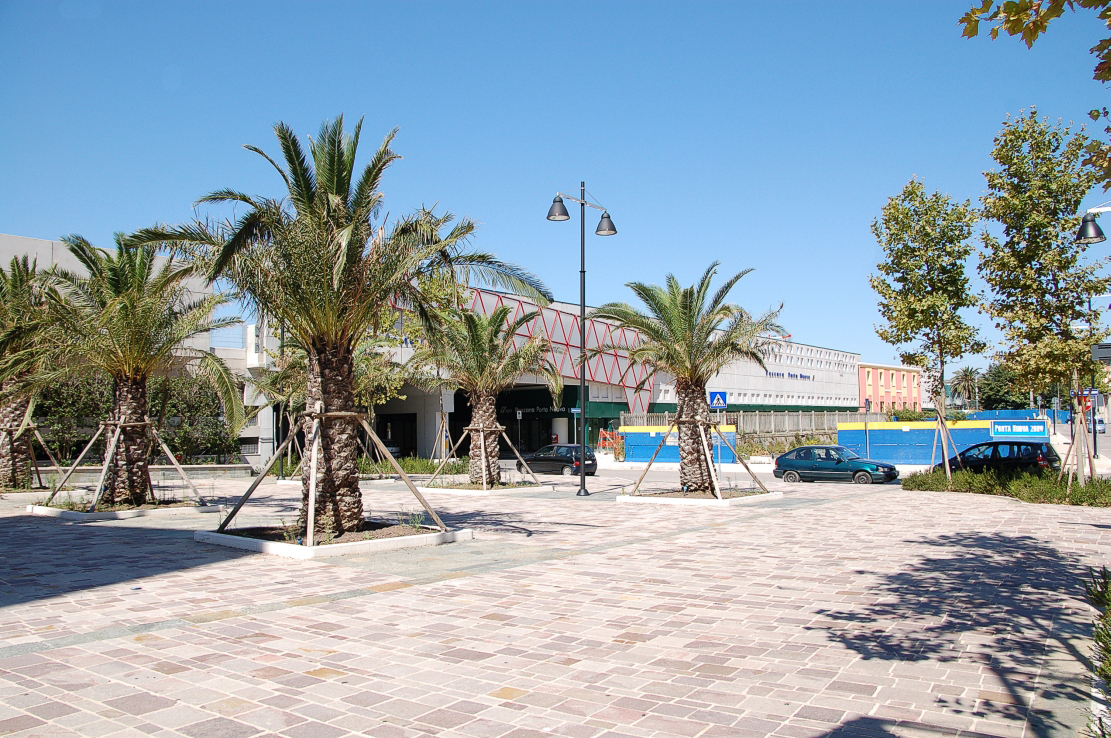
Pescara állomás
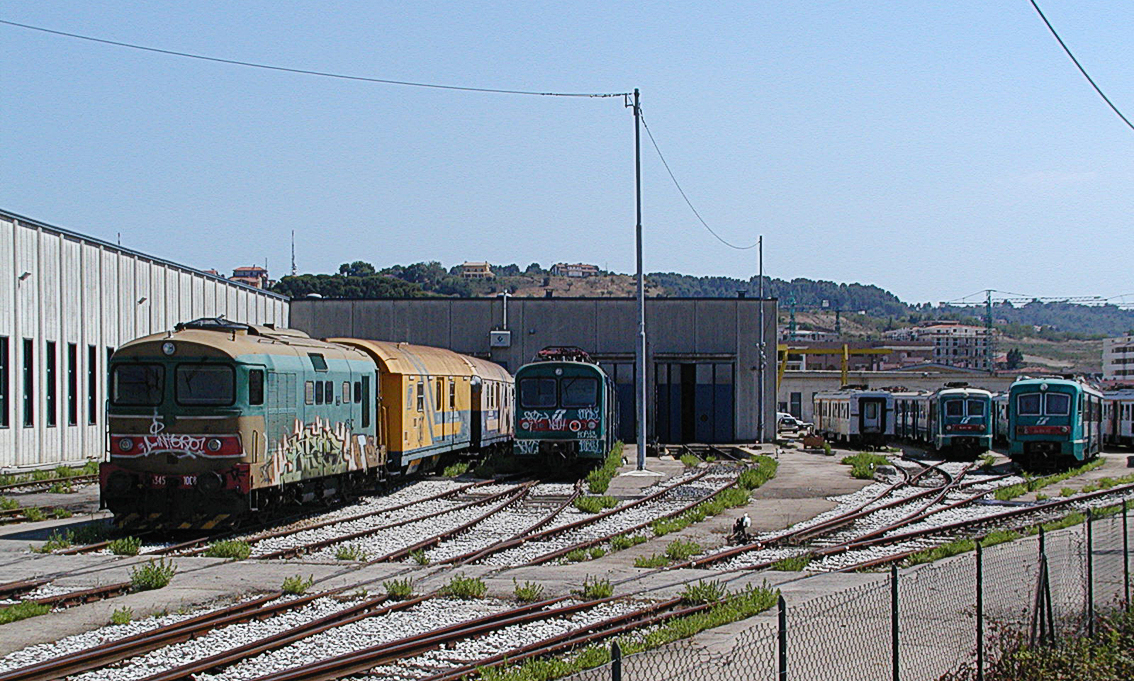
Pescara Porta Nova
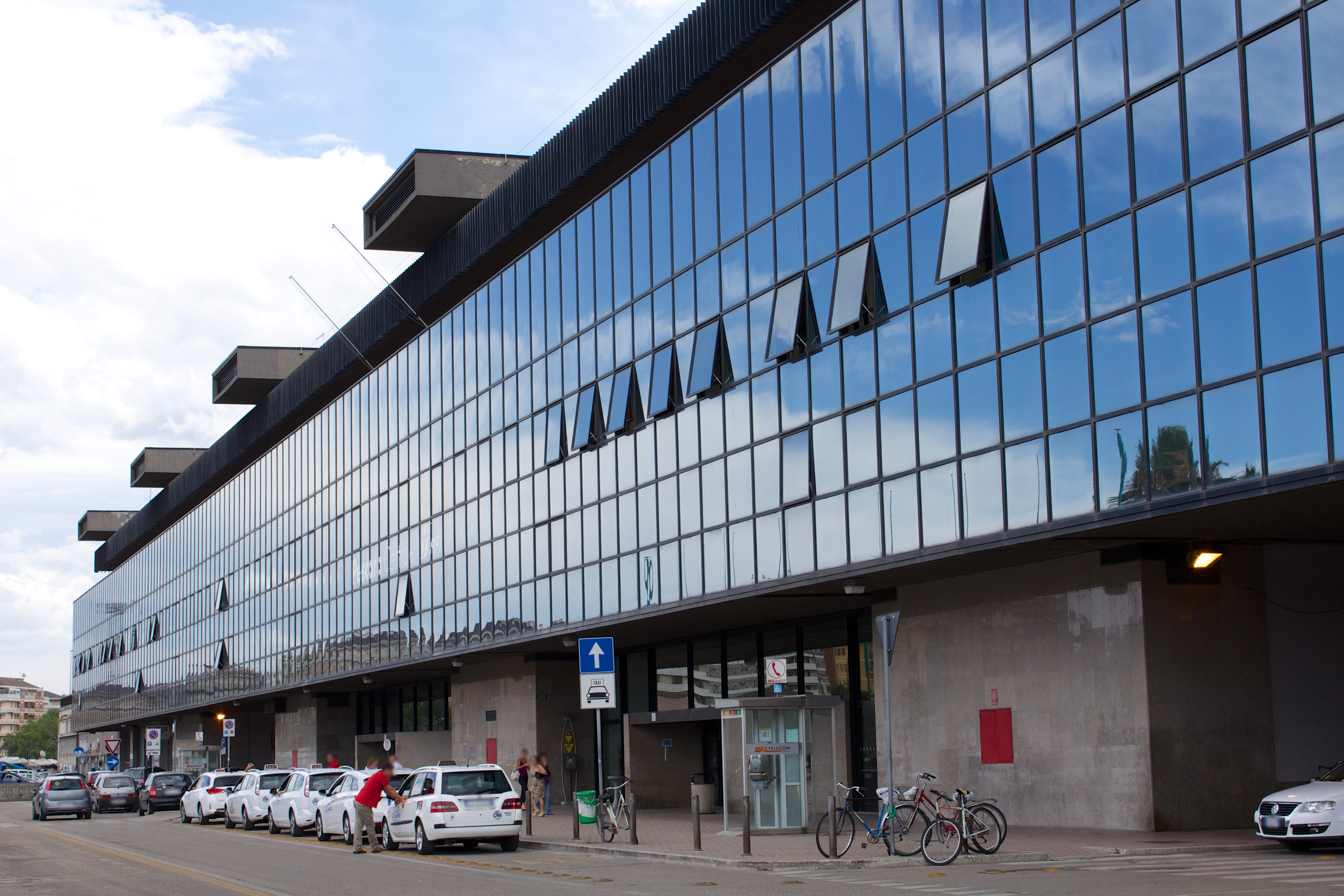
Stazione di Pescara